# Johann Friedrich Wackerhagen
Johann Friedrich Wackerhagen (getauft am 8. März 1658 in Einbeck; † 30. Oktober 1717 in Friedeburg) war ein deutscher Amtmann, Drost und Rittergutsbesitzer.

## Herkunft, Familie und Berufsstand
Wackerhagen entstammte einer Familie von Beamten und Pastoren, die dem allmählich entstehenden Bildungsbürgertum zuzurechnen ist. Bereits sein Urgroßvater Wilhelm Wackerhagen war braunschweigisch-lüneburgischer Oberamtmann in Wolfenbüttel. Der Großvater Julius Wilhelm Wackerhagen (1575–1662) war Pastor und Vikar des Stifts St. Blasii in Braunschweig. Von dessen Söhnen wurde der erste Pastor in Dransfeld und Einbeck (Johann Wilhelm Wackerhagen, 1619–1660) und Vater von Johann Friedrich Wackerhagen.
Johann Friedrich wurde im Jahre 1693 Oberfaktor auf der Eisenhütte Sorge im Harz und 1702 braunschweigischer Amtmann in Walkenried. In dieser Zeit erwarb er 1704 das Erbgut Agnesdorf im Amt Sangerhausen des Fürstentums Sachsen-Weißenfels durch Kauf von Ludwig Anthon Freiherr von Hacke.

## Familie
Johann Friedrich Wackerhagen heiratete in Blankenburg (Harz) am 9. November 1687 Anna Eleonore Grofe aus Elbingerode. Aus dieser Ehe gingen fünf Kinder hervor. Der Sohn Bernhard Friedrich wurde 1734 als anhalt-dessauischer Oberforstmeister in den Adelsstand erhoben und war 1737 Beteiligter eines von seiner Mutter gegen ihn eingeleiteten Schuldprozesses.
Die Tochter Anna Eleonore Wackerhagen (1688–1751) heiratete 1705 Christian Walther.